# Заключённый (телесериал, 1967)
Заключённый (англ. The Prisoner) — английский сериал 1960-х годов с Патриком Макгуэном в главной роли.

## Сюжет
Предыстория пересказывается в начале почти каждой серии. Британский секретный агент (предположительно — главный герой сериала «Опасный человек» с участием того же Патрика Макгуэна) отказывается от задания и увольняется со службы. За это некие тайные властители мира в тот же день похищают его из дома, усыпив сонным газом в момент сбора чемоданов. Он просыпается в знакомой обстановке своего дома, его мебель стоит на тех же местах, но увидев за окном непривычный пейзаж, он понимает, что находится не в Лондоне. Расспросив местных жителей, он выясняет что место называется Деревня (англ. The Village), где людям вместо имён присвоены номера. Его номер «6». Чем меньше номер, тем выше ступень в иерархии. Имя главного человека в деревне и по совместительству Главного злодея фильма «№ 2» (он получает команды непосредственно от таинственного № 1 и распоряжается всем арсеналом, техническими возможностями Деревни и верными режиму людьми-номерами). Должность Главного Злодея каждый раз занимает новый человек. Но заставка, предваряющая новую серию содержит один и тот же диалог № 6 и № 2.
(№ 6) — Где я?

(№ 2) — В Деревне.

(№ 6) — Что вам нужно?

(№ 2) — Информация.

(№ 6) — На чьей вы стороне?

(№ 2) — Это было бы подсказкой. Нам нужна информация. Информация. ИНФОРМАЦИЯ.

(№ 6) — Вы её не получите.

(№ 2) — Всеми правдами и неправдами — получим.

(№ 6) — Кто вы?

(№ 2) — Новый Номер Второй.

(№ 6) — Кто Номер Первый?

(№ 2) — Вы - Номер Шестой.

(№ 6) — Я не номер. Я — свободный человек!

(№ 2 смеётся)

## Серии
Всего 17 серий. Показывались с 1967 по 1968 гг. Каждая серия имеет продолжительность 50 минут.
| Номер серии | название серии                                                                      | дата показа     |
| ----------- | ----------------------------------------------------------------------------------- | --------------- |
| Серия 1     | Arrival (Прибытие)                                                                  | 5 сентября 1967 |
| Серия 2     | The Chimes of Big Ben (Перезвон Биг-Бэна)                                           | 8 октября 1967  |
| Серия 3     | A. B. and C. (А, Бэ и Цэ)                                                           | 15 октября 1967 |
| Серия 4     | Free for All (Свободы всем)                                                         | 22 октября 1967 |
| Серия 5     | The Schizoid Man (Раздвоение личности)                                              | 29 октября 1967 |
| Серия 6     | The General (Генерал)                                                               | 5 ноября 1967   |
| Серия 7     | Many Happy Returns (Чтоб не в последний раз)                                        | 12 ноября 1967  |
| Серия 8     | Dance of the Dead (Пляска Смерти)                                                   | 26 ноября 1967  |
| Серия 9     | Checkmate (Шах и мат)                                                               | 3 декабря 1967  |
| Серия 10    | Hammer Into Anvil (Молотом по наковальне) (перевод по смыслу: Нашла коса на камень) | 10 декабря 1967 |
| Серия 11    | It’s Your Funeral (Твои похороны)                                                   | 17 декабря 1967 |
| Серия 12    | A Change of Mind (Изменение сознания)                                               | 31 декабря 1967 |
| Серия 13    | Do Not Forsake Me, Oh My Darling (Не покидай меня, любимая)                         | 7 января 1968   |
| Серия 14    | Living in Harmony (Житьё в Гармонии)                                                | 14 января 1968  |
| Серия 15    | The Girl Who Was Death (Девушка по имени Смерть)                                    | 21 января 1968  |
| Серия 16    | Once Upon a Time (Однажды, давным-давно…)                                           | 28 января 1968  |
| Серия 17    | Fall Out (Последствия)                                                              | 4 февраля 1968  |

Порядок оригинальной трансляции серий на британском канале ITV (и их порядок издания на носителях) сильно отличается от того, в каком порядке эти серии были сняты, что в итоге создаёт небольшие ляпы в повествовании. Изначально Макгуэн задумал 13 серий, которые заканчивались бы открытым финалом: предпоследняя 16-я серий была задумана как 13-я, чем и объясняется её финал, где № 6 говорят, что отведут его к № 1. Однако руководство канала, воодушевлённое зрительским рейтингом, попросила Макгуэна увеличить количество серий до 17. Во время съёмки 16-й серии (которая была показана 15-й по счёту) руководство ITV, посчитав, что Макгуэн требует слишком большие средства на съёмки, приняло решение закрыть сериал и сделать 17-ю серию заключительной.

## Жанр
В целом фильм относится к жанру антиутопия, хотя содержит много элементов приключенческих, шпионских. Заявлен жанр фантастика, драма, детектив. Исполнитель главной роли Патрик Макгуэн сам написал сценарий заключительной серии (отчего она вышла из жанра детективной драмы предыдущих серий, превратившись в сюрреализм).
Фантастические элементы — остров оборудован по последнему слову техники 60-х годов: двери, с громким жужжанием электромоторов открывающиеся при приближении человека, выезжающие из пола кресла и стулья, различные приборы и устройства для обработки ретивых граждан, ленточные магнитофоны, скрытые камеры, компьютеры на перфокартах, беспроводные радиоприёмники и передатчики. Ужасные охранники-«роверы» (изображены белыми надувными шарами в человеческий рост, трепыхаемые ветром и таскаемые на верёвке) патрулируют территорию, ловят (обволакивая и утаскивая), вырубая или умерщвляя нарушителей порядка.

## Упоминания сериала
В творчестве британской группы Iron Maiden как минимум 2 песни (написанные в 80-х годах) созданы по мотивам этого сериала:
1. «The Prisoner» в начале которой из сериала взят диалог Главного героя (№ 6) и Главного злодея (№ 2). Припев «I’m not a number! I’am a free man …» Цитата со слов главного героя сериала.
2. «Back in the Village» основана на сюжете того же сериала, поскольку практически всегда попытки главного героя сериала заканчивались неудачами и он возвращался в Деревню.
Альбом итальянской группы Devil Doll — The Girl Who Was… Death посвящён сериалу.
Так же существует редкая композиция, написанная Techno коллективом — Gravity (Tom Bland, Randy Webb),
песня называется We Want Information. В самой песне идёт вышеупомянутый диалог между № 6 и № 2.
В песне «SomehowArt — I’m Not A Number» используется семплированный диалог между № 2 и № 6.

## Интересные факты
- Рейтинг в IMDB: 9.10 (2 703)
- В роли загадочной Деревни выступила туристическая достопримечательность Портмерион — деревня в итальянском стиле на побережье Уэльса[2]. Макгуэну деревня приглянулась ещё во время съёмок в сериале «Опасный человек», одна из серий которого снималась в Портмерионе.
- В 2009 году вышел американский ремейк сериала.
- В конце фильма «Матрица» Нео, убегая от агентов, оказывается в комнате пожилой женщины, которая вяжет и смотрит телевизор, на экране телевизора мужчина в чёрном пальто из сериала «The Prisoner».
- В шестом эпизоде 12-го сезона Симпсонов, под названием «The Computer Wore Menace Shoes» сериал спародирован. Гомер попадает на остров в результате похищения и получает № 5. № 6 — традиционно Патрик Макгуэн, выступивший в качестве приглашенной звезды.
- Сериал также упоминается в нашумевшем бестселлере французского писателя Фредрика Бегбедера 99 франков. Автор проводит аналогию между увольнением креатора и отставкой со службы главного героя сериала.
- В книге Стивена Кинга «Сердца в Атлантиде» диалог между номером 2 и номером 6 используется как эпиграф. Далее этот диалог повторяется двумя персонажами книги.